# 白公山鐵管
白公山鐵管位於中華人民共和國青海省海西蒙古族藏族自治州德令哈市東南方40公里白公山上及其附近的鐵管似歐帕茲。钢管的來源有爭議，有指是外星人的遺跡。

## “金字塔”
据报道，白公山鐵管跟百公山上一座50到60米的“金字塔”有关联，该“金字塔”的前面有三个洞穴。其中两个小洞穴的入口已经坍塌，最大的洞穴入口有6米高，可以进入。

## 铁管
白公山有两个钢管在最大的洞穴，其中一个是直径为40厘米的红棕色半管，洞穴内另外一个铁管的直径较小。
洞口对面约80米处是托素湖，就在离洞口40多米的湖滩上，又有许多的铁管散见于满滩裸露的沙岩上。这些呈东西向延伸的铁管，直径较山下的小，从2厘米到4点5厘米不等。从残留的铁管形状上看，有直管、曲管、交叉管、纺锤形管等，形状奇特，种类繁多。最细的铁管内径不过一根牙签的粗细。虽经岁月的腐蚀、沙子的填充，但细管内并没有被堵塞。

## 发现
这些铁管最初由一群探寻恐龙蛋化石的美国科学家发现，科学家随后告诉了地方当局。然而这些铁管一直被忽视，直到2002年6月河南大河报的一篇报道才引起了大家的关注。一名地方官员在2002年6月16日，向新华社的记者描述了铁管的情况。如今，当地已经将白公山鐵管当作推动地方旅游的一个景点。
2002年6月，一组由9名这个科学家组成的团队在那里考察学习。另外一组来自北京的UFO研究协会的人员也前去考察，这个团队由10名专家，10名记者和中国中央电视台的摄影人员组成。

## 纳瓦霍 "铁管"
白公山鐵管与自然形成的美国纳瓦霍砂岩以及美国西南部的赤铁矿铁管非常类似。